# Circondario di Matera
Il circondario di Matera era uno dei quattro circondari in cui era suddivisa la provincia di Potenza, esistito dal 1861 al 1927.

## Storia
Con l'Unità d'Italia (1861) la suddivisione in province e circondari stabilita dal Decreto Rattazzi fu estesa all'intera Penisola italiana.
Il circondario di Matera fu abolito, come tutti i circondari italiani, nel 1927, nell'ambito della riorganizzazione della struttura statale voluta dal regime fascista. Ventitré comuni che lo componevano entrarono a far parte della nuova provincia di Matera.

## Suddivisione
Nel 1863, la composizione del circondario era la seguente:
1. Mandamento I di Ferrandina
  - Craco, Ferrandina, Salandra
2. Mandamento II di Matera
  - Matera
3. Mandamento III di Montepeloso
  - Montepeloso
4. Mandamento IV di Montescaglioso
  - Miglionico, Montescaglioso, Pomarico
5. Mandamento V di Pisticci
  - Bernalda, Montalbano Jonico, Pisticci
6. Mandamento VI di San Mauro
  - Accettura, Garaguso, Oliveto Lucano, San Mauro
7. Mandamento VII di Stigliano
  - Aliano, Cirigliano, Gorgoglione, Stigliano
8. Mandamento VIII di Tricarico
  - Grassano, Grottole, Tricarico